# Aston Martin DBR4
Aston Martin DBR4 är en formel 1-bil, tillverkad av den brittiska biltillverkaren Aston Martin mellan 1959 och 1960.

## Bakgrund
Redan under 1955 började Aston Martin arbeta på en ensitsig formelbil, baserad på företagets sportvagnar. Bilen var klar redan till 1957, men Astons ägare David Brown satsade alla resurser på att vinna Le Mans 24-timmars. Det betydde att när bilen äntligen fick chansen att tävla, var den inte längre konkurrenskraftig.

## DBR4
Aston Martins formel 1-bil byggde på sportvagnen DBR1. Motorn var en mindre version av W O Bentleys radsexa, anpassad efter den gällande 2,5-litersformeln. Chassit bestod av en burram som bar upp motor och hjulupphängningar. Motorn satt fram och bilen hade De Dion-axel. DBR4:an var den sista formel 1-bilen som byggdes på detta sätt, vid en tid då konkurrenterna, med Cooper i spetsen, gick över till mittmotorbilar. Därmed var Aston slagna på förhand.

## DBR5
Till 1960 konstruerade Aston Martin om bilen, med ett nytt, lättare chassi och individuell hjulupphängning bak. Den nya DBR5:an deltog i två lopp under säsongen, innan Aston avslutade sin formel 1-satsning.

## Tekniska data
| Tekniska data           | DBR4                                                    | DBR5                                             |
| ----------------------- | ------------------------------------------------------- | ------------------------------------------------ |
| Motor:                  | Frontmonterad 6-cylindrig radmotor                      | Frontmonterad 6-cylindrig radmotor               |
| Cylindervolym:          | 2493 cm³                                                | 2493 cm³                                         |
| Borrning x slaglängd:   | 83 x 76,8 mm                                            | 83 x 76,8 mm                                     |
| Max effekt vid varvtal: | 280 hk vid 7 800 v/min                                  | 280 hk vid 7 800 v/min                           |
| Ventilstyrning:         | 2 överliggande kamaxlar, 2 ventiler per cylinder        | 2 överliggande kamaxlar, 2 ventiler per cylinder |
| Kompression:            | 10,4:1                                                  | 10,4:1                                           |
| Förgasare:              | 3 Weber 50DCO                                           | 3 Weber 50DCO                                    |
| Växellåda:              | 5-växlad manuell, transaxel                             | 5-växlad manuell, transaxel                      |
| Hjulupphängning fram:   | Dubbla tvärlänkar, skruvfjädrar                         | Dubbla tvärlänkar, skruvfjädrar                  |
| Hjulupphängning bak:    | De Dion-axel med längslänkar, tvärgående torsionsstavar | Dubbla tvärlänkar, skruvfjädrar                  |
| Bromsar:                | Hydrauliska skivbromsar                                 | Hydrauliska skivbromsar                          |
| Chassi & kaross:        | Fackverksram med aluminiumkaross                        | Fackverksram med aluminiumkaross                 |
| Hjulbas:                | 228 cm                                                  | 228 cm                                           |
| Torrvikt:               | 625 kg                                                  | 625 kg                                           |

## Tävlingsresultat

### F1-säsongen 1959
Säsongen 1959 mönstrade Aston Martin Le Mans-vinnarna Carroll Shelby och Roy Salvadori som förare.
Bilen gjorde debut först halvvägs in på säsongen, vid Storbritanniens Grand Prix. Salvadori slutade sexa. Detta visade sig vara Astons bästa resultat under hela formel 1-satsningen och vid säsongens slut hade man inte kört ihop en enda poäng.

### F1-säsongen 1960
Säsongen 1960 ersattes Shelby av Maurice Trintignant.
Den nya DBR5:an visade sig vara lika chanslös som företrädaren. Aston Martin körde bara två lopp under säsongen, Nederländernas Grand Prix och Storbritanniens Grand Prix, innan man drog sig ur formel 1-tävlingarna.